# سرخ ده (رودبار)
سرخ ده (بالفارسية: سرخده) هي مستوطنة تقع في إيران في قسم رودبار الريفي. يقدر عدد سكانها بـ 188 نسمة بحسب إحصاء 2016.